# Rhinagrion tricolor
Rhinagrion tricolor là loài chuồn chuồn trong họ Megapodagrionidae. Loài này được Krüger mô tả khoa học đầu tiên năm 1898.